# Badminton bei den ASEAN Para Games
Badminton gehört bei den ASEAN Para Games zu den Sportarten, die nicht ständig im Programm der Spiele sind. 2003 stand Badminton erstmals im Veranstaltungsplan der ASEAN Para Games. Sieben weitere Austragungen folgten bis 2022.

## Austragungen
| Edition | Datum                   | Land        | Austragungsort    |
| ------- | ----------------------- | ----------- | ----------------- |
| 2001    | ohne Badminton          | Malaysia    | Kuala Lumpur      |
| 2003    | 21.–27. Dezember 2003   | Vietnam     | Hanoi             |
| 2005    | 14.–20. Dezember 2005   | Philippinen | Manila            |
| 2008    | 20.–26. Januar 2008     | Thailand    | Nakhon Ratchasima |
| 2009    | 15.–19. August 2009     | Malaysia    | Kuala Lumpur      |
| 2011    | 15.–20. Dezember 2011   | Indonesien  | Surakarta         |
| 2015    | 3.–9. Dezember 2015     | Singapur    | Singapur          |
| 2017    | 17.–23. September 2017  | Malaysia    | Kuala Lumpur      |
| 2022    | 30. Juli–6. August 2022 | Indonesien  | Surakarta         |
| 2023    | 3.–9. Juni 2023         | Kambodscha  | Phnom Penh        |